# Hector Denis

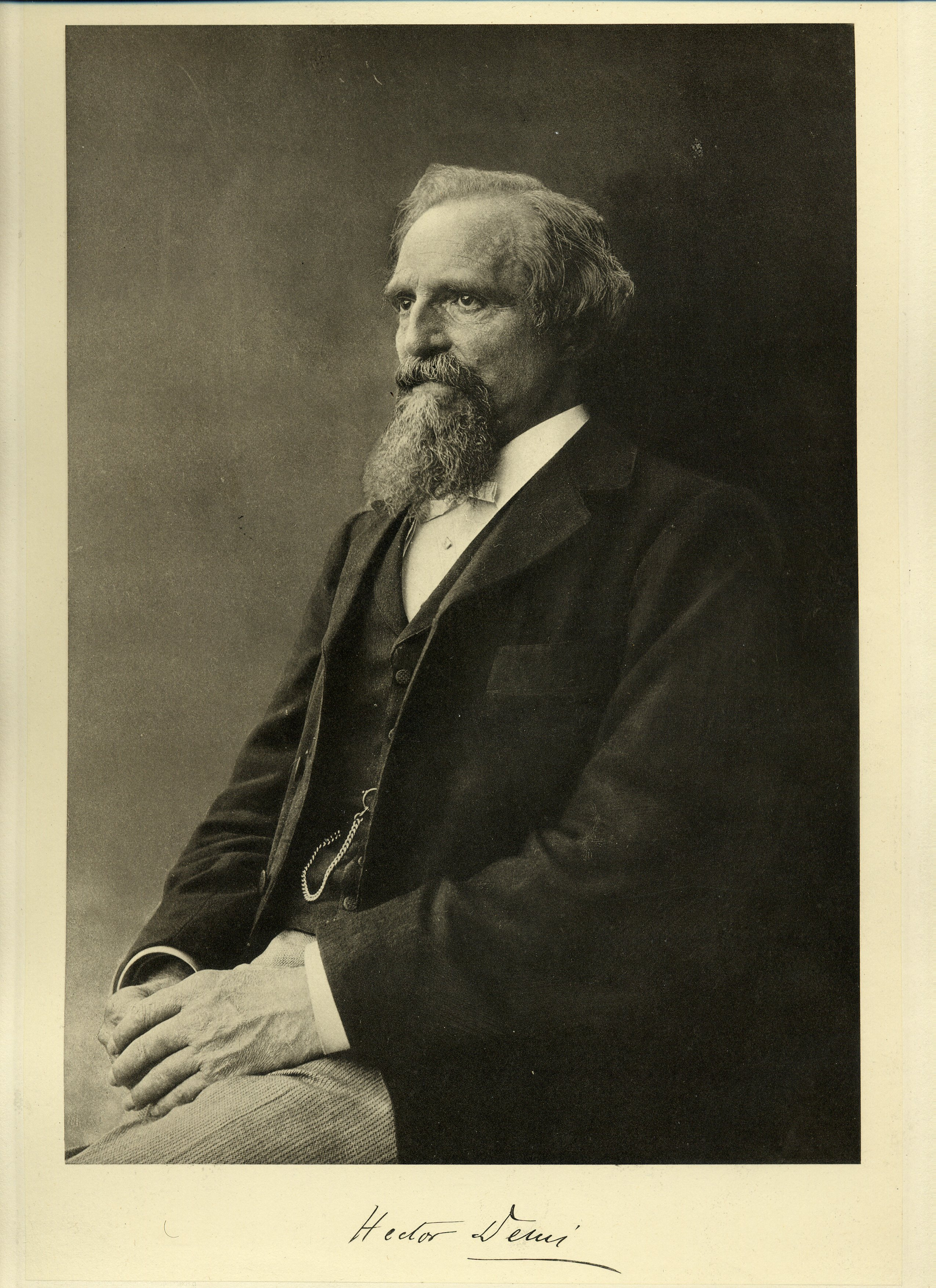
Portret van Hector Denis

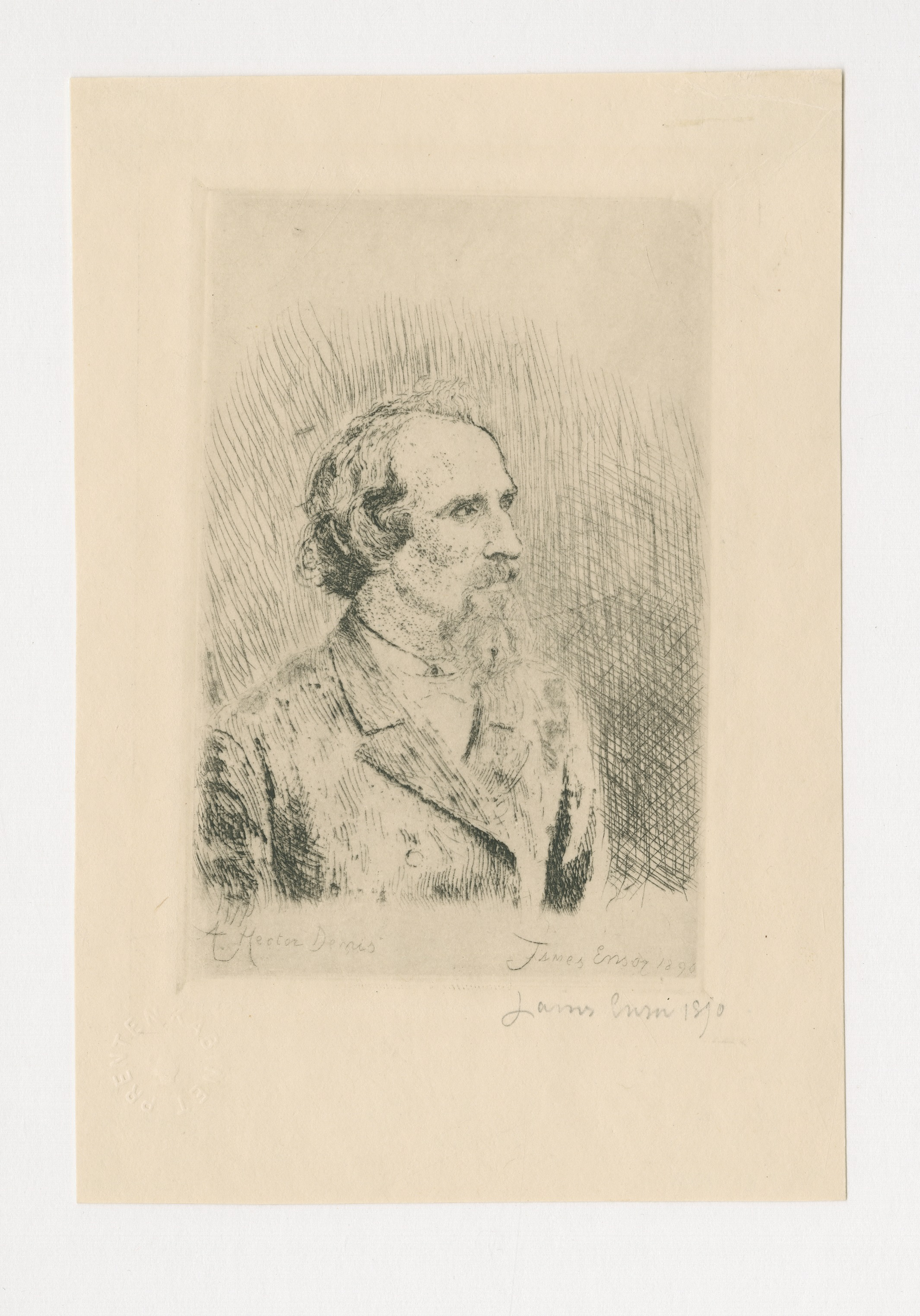
Hector Denis, portret (1890) door James Ensor

Hector Achille Denis ('s-Gravenbrakel, 29 april 1842 - Elsene, 10 mei 1913) was een Belgisch volksvertegenwoordiger en hoogleraar.

## Levensloop

### Academische carrière
Denis was een zoon van Joachim Denis, onderingenieur bij de spoorwegen en stationschef in Brussel, en van Clémence Vander Elst. Hij doorliep lager onderwijs in zijn geboortestad en voltooide zijn secundair onderwijs aan het Atheneum van Brussel. In 1865 behaalde hij aan de Université libre de Bruxelles (ULB) het diploma van doctor in de rechten en in 1868 promoveerde hij aan deze universiteit tot doctor in de natuurwetenschappen.
In 1865 begon Denis aan zijn stage als advocaat, waarna hij in 1871 toegelaten werd tot de Balie van Brussel. Denis oefende het beroep evenwel slechts korte tijd uit en richtte zich op universitair onderzoek en het professoraat. Nadat hij in augustus 1878 het diploma van geaggregeerde behaalde, werd hij docent staatshuishoudkunde aan de wetenschappelijke faculteit van de ULB. In 1879 werd hij benoemd tot buitengewoon hoogleraar en in 1886 werd hij gewoon hoogleraar. Voor de jaren 1892-1894 werd hij verkozen tot rector. Vanaf 1880 onderwees Denis als professor aardrijkskunde aan het Instituut Gatti de Gamond en vanaf 1881 was hij docent staatshuishoudkunde in he volksonderwijs dat de stad Brussel bood. 
Van 1892 tot 1894 was Denis rector aan de ULB. Tijdens zijn rectoraat kwam hij meermaals in botsing met de raad van bestuur van de universiteit, die gedomineerd werd door doctrinaire liberalen. Denis probeerde bijvoorbeeld de statuten van de universiteit te hervormen, maar dat werd tegengehouden door de raad van bestuur. In 1894 weigerde de raad van bestuur tot onvrede van Denis om de Fransman Élisée Reclus aan te stellen als docent vergelijkende geografie, omdat de man anarchistische sympathieën had en zijn aanstelling als ongepast werd beschouwd in tijden waarin in Frankrijk verschillende anarchistische aanslagen werden gepleegd. De beslissing leidde tot heel wat protest in linkse studentenkringen en 19 studenten die in een brief Reclus hadden verdedigd, werden van de universiteit gestuurd. Hector Denis nam vervolgens uit solidariteit met deze studenten ontslag als rector en het incident bracht een scheuring teweeg binnen de ULB, waarna progressistische liberale en socialistische intellectuelen de Université Nouvelle oprichtten. Denis was er vanaf 1897 docent economische geschiedenis aan de faculteit voor economische en sociale wetenschappen en de faculteit voor sociale en politieke wetenschappen. Naarmate de jaren vorderden kreeg de jonge wetenschap die de naam 'sociologie' kreeg, zijn volle aandacht. Vanaf 1901 was hij docent in het vakgebied algemene sociologie, inclusief de methodologie van  sociale wetenschappen.
Als onderzoeker bestudeerde Denis arbeidsstatistieken en onderzocht hij het idee van een prijsindex. In 1880 publiceerde hij een atlas waarin hij het economisch beleid van België vergeleek met dat van andere Europese landen en in 1886 werd hij titelvoerend lid van het Internationaal Instituut voor Statistiek. In 1892 werd hij dan weer corresponderend lid en in 1895 volwaardig lid van de Koninklijke Academie van België. In 1897 vertrouwde industrieel Ernest Solvay hem de opdracht toe om samen met Guillaume De Greef en Emile Vandervelde het Instituut voor Sociale Wetenschappen op te richten, dat de drie socialisten tot 1902 zouden leiden. Het trio maakte er soort denktank van socialistische ideeën van, terwijl de liberale Solvay veeleer wilde dat het instituut maatschappelijke hervormingen zou bestuderen en documenteren die niet noodzakelijk gelieerd waren aan de socialistische ideologie. In 1902 werd het Instituut voor Sociale Wetenschappen daarom ontbonden en vervangen door het Solvay-instituut voor Sociologie.

### Socialistisch engagement
De jonge Hector Denis liet zich inspireren door het socialistische gedachtegoed van Charles Fourier en Pierre-Joseph Proudhon en was ervan overtuigd dat hun theorieën de sleutel waren om de wereld en de transformatie ervan te begrijpen. Daarnaast was hij een aanhanger van het positivisme van Auguste Comte. Samen met vrienden als Guillaume De Greef en Eugène Hins schreef hij ook voor de pro-socialistische kranten La Tribune du Peuple, Les Solidaires en La Rive Gauche. In 1867 nam het trio de leiding van de krant La Liberté over, een tot dan toe progressief-liberaal weekblad dat door hen in socialistische richting werd gestuwd. Voorts gaf Denis vanaf 1872 juridisch advies aan de leden van de vakbond voor marmerbewerkers en was hij betrokken bij de Chambre du Travail in Brussel, die verschillende vakverenigingen verenigde en de ambitie had om arbeiders intellectueel te ontwikkelen en te emanciperen. Daartoe hielp Denis een lesprogramma te ontwikkelen. Ook schreef Denis voor persorganen als La Revue de philosophie positive, Le Moniteur industriel, La Réforme, Le Bulletin de la société anthropologique de Bruxelles, Combat en La Wallonie.
Tussen 1883 en 1885 leidde een economische crisis tot grote werkloosheid in de stad Brussel. Om die tegen te gaan voorzag de liberale burgemeester Karel Buls in de oprichting van een arbeidsbeurs, waarvoor hij zich liet adviseren door onder meer Hector Denis, die mee de statuten van de organisatie opstelde. Na de sociale onlusten in het mijnbekken van Charleroi in maart 1886 probeerde de katholieke regering de gemoederen te bedaren door een Commissie van de Arbeid in het leven te roepen. Ook Denis zetelde in de commissie, die belast werd met het onderzoeken van de arbeidsomstandigheden in de industrie en het bestuderen van maatregelen die hierin verbetering konden brengen, en kwam geregeld tussenbeide in de interne werkzaamheden van de commissie. Hij produceerde nota's en rapporten waarin hij voorstellen stipuleerde betreffende de oprichting van arbeids- en industrieraden en de oprichting van een nationale sociale huisvestingsmaatschappij. Dat laatste voorstel werd niet weerhouden, maar werd vlak voor de Eerste Wereldoorlog grotendeels opgenomen in een wetsontwerp van toenmalig minister van Financiën Michel Levie, dat in 1919 werd aangenomen door het parlement. Vanaf 1892 maakte Denis tevens deel uit van de pas opgerichte Hoge Arbeidsraad, waarvan hij een toonaangevend lid was.
In 1893 kwam het algemeen meervoudig stemrecht tot stand, door een politieke alliantie tussen de georganiseerde arbeidersklasse en een progressief-liberaal georiënteerde middenklasse die gewonnen was voor een democratisering van het politiek systeem en stevige sociale maatregelen en verbonden was door een radicaal antiklerikalisme. Dit stelde  de socialistische Belgische Werkliedenpartij in staat om een parlementaire vertegenwoordiging uit te bouwen en bij de verkiezingen van oktober 1894 werden 28 socialistische volksvertegenwoordigers gekozen. Denis zelf besloot zich ook te engageren in de politiek en werd gekozen op een kartellijst van zes socialisten en vijf radicale liberalen in het arrondissement Luik en zou in de Kamer blijven zetelen tot aan zijn overlijden in mei 1913. Hector Denis was een zeer actief parlementslid en deed vaak uitvoerige, goed gedocumenteerde uiteenzettingen in het halfrond. Daarnaast diende hij vele wetsvoorstellen in, waarvan enkele succes kenden en werden goedgekeurd. Voor zijn wetgevend werk, bijvoorbeeld voor zijn wetsvoorstel betreffende de invoering van een ouderdoms- en invaliditeitsverzekering, baseerde hij zich op internationale, op wetenschappelijke inzichten gebaseerde literatuur en maakte hij een vergelijkende benadering met de situatie in andere Europese landen. Hij sprak zich uit voor de nationalisatie van de mijnen in de vorm van een coöperatie uitgebaat door de mijnwerkers zelf en was een voorstander van stemrecht voor vrouwen. Voorts bekritiseerde hij fel de toe-eigening van land door de autoriteiten van Congo-Vrijstaat en de uitbuiting van de plaatselijke bevolking, maar trok hij de overname van Congo-Vrijstaat door de Belgische staat in 1908 niet in twijfel. Als lid van de vrijdenkersbeweging streefde hij eveneens naar een volledige secularisering van het onderwijs 
Hector Denis overleed in mei 1913 op 70-jarige leeftijd.

## Publicaties
- L'impôt, Brussel, 1889.
- L'organisation du suffrage universel, Brussel, 1892.
- La dépression économique et sociale et l'histoire des prix, Brussel, 1897.
- Histoire des systèmes économiques et socialistes, Brussel, 1897.